# Миссия Крулака — Менденхолла

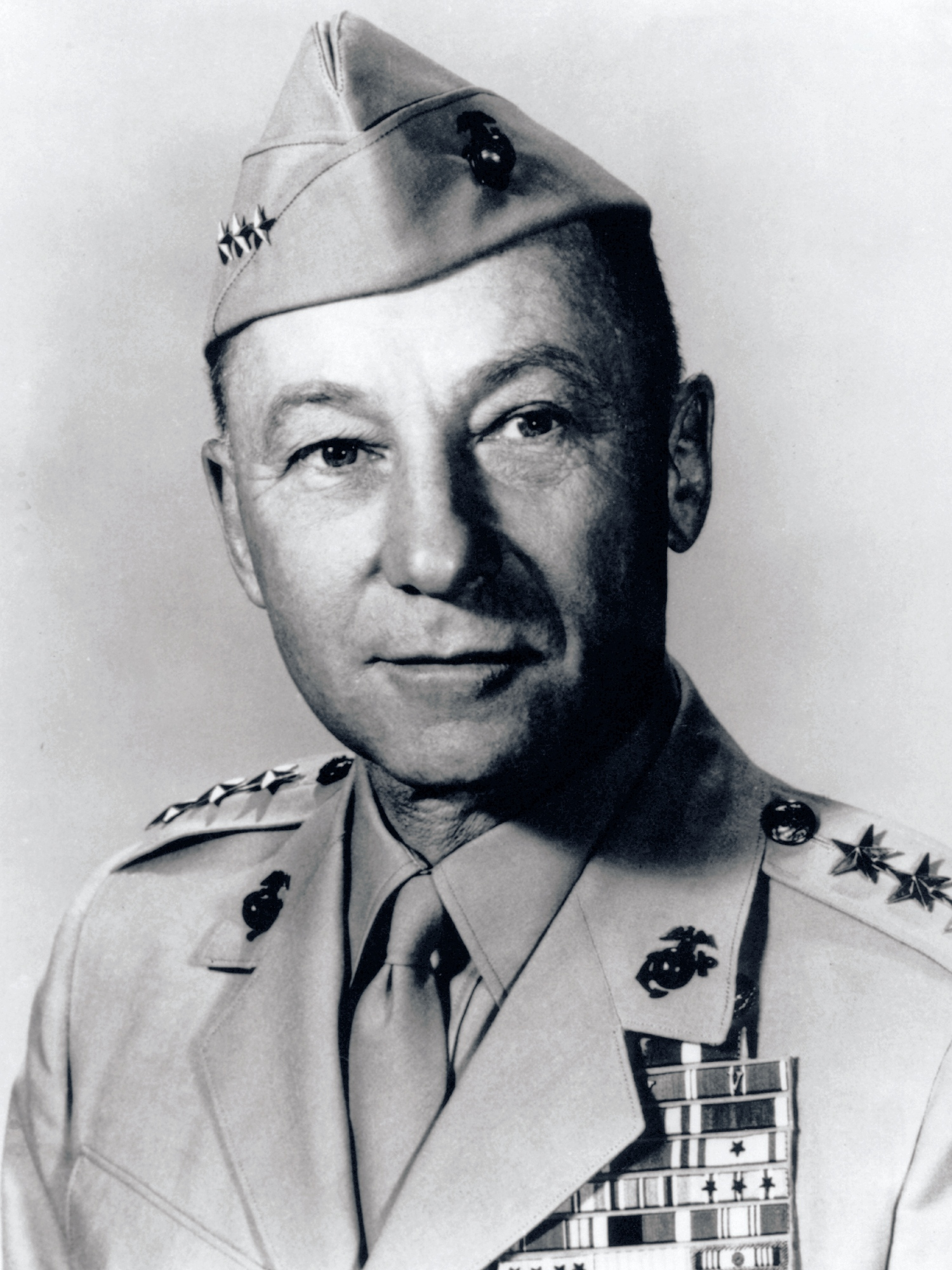
Генерал Корпуса морской пехоты США Виктор Крулак

Миссия Крулака — Менденхолла — наблюдательная экспедиция, направленная администрацией Кеннеди в Южный Вьетнам в начале сентября 1963 года. Официальной целью экспедиции было изучение хода войны южновьетнамского режима, которая велась при помощи военных советников из США, против повстанцев Вьетконга. Миссию возглавляли военные Виктор Крулак и Джозеф Менденхолл. Крулак был генерал-майором Корпуса морской пехоты США, а Менденхолл — старшим сотрудником дипломатической службы, имеющим опыт решения задач во Вьетнаме.
Четырёхдневная поездка началась 6 сентября 1963 года, в тот же день, что и заседание Совета национальной безопасности (СНБ) США. Она проходила на фоне все более напряжённых отношений между Соединёнными Штатами и Южным Вьетнамом. Гражданские волнения охватили Южный Вьетнам, поскольку буддийские демонстрации против религиозной дискриминации католического режима президента Нго Динь Зьема обострились. После рейдов на буддийские пагоды 21 августа, в результате которых число погибших достигло нескольких сотен, администрация США изучала возможность государственного переворота в стране, о чём направили телеграмму послу США Генри Кэботу Лоджу (младшему).
В аналитических материалах, представленных для изучения СНБ, Крулак дал весьма оптимистичный для Южного Вьетнама отчёт о ходе войны, а Менденхолл показал картину череды военных неудач, сопровождаемых общественным недовольством. Крулак низко оценил народную поддержку Вьетконга, полагая, что на настроения вьетнамских солдат на местах не влияет беспокойство общественности по поводу политики Зьема. Менденхолл же сосредоточился на оценке настроений городских вьетнамцев и пришёл к выводу, что политика Зьема увеличивает вероятность гражданской войны на религиозной почве, что заставляет южновьетнамцев поверить в улучшение качества жизни в случае прихода к власти Вьетконга. Противоречия между отчётами Крулака и Менденхолла побудили президента США Джона Ф. Кеннеди задать и ставший известным вопрос: «Вы оба действительно посещали одну и ту же страну, не так ли?».
Неубедительный отчёт стал предметом ожесточённых дебатов среди старших советников Кеннеди. Обсуждались варианты действий в отношении Вьетнама от содействия в смене режима до принятия ряда выборочных мер, призванных подорвать влияние Нго Динь Ню, брата Зьема и его главного политического советника. Ню и его жена мадам Ню считались основными источниками политических проблем в Южном Вьетнаме. Неубедительный результат экспедиции Крулака и Менденхолла привёл к последующей миссии под названием «миссия Макнамары — Тейлора».

## Предыстория
После расстрела демонстрации в Хюэ 8 мая 1963 года в Южном Вьетнаме вспыхнули гражданские волнения. Девять буддистов были застрелены римско-католическим режимом президента Нго Динь Зьема после того, как они игнорировали правительственный запрет на вывешивание буддийских флагов во время праздника Весак (день рождения Гаутамы Будды), и участвовали в антиправительственном протесте. Расстрелы спровоцировали буддийских лидеров бороться за религиозное равенство и требовать справедливость и компенсацию для семей жертв. Зьем оставался непреклонным, и протесты обострялись. Самосожжение буддийского монаха Тхить Куанг Дыка на оживлённом перекрёстке Сайгона стало пиар-катастрофой для режима Зьема, поскольку фотографии этого события попали в заголовки первых полос газет по всему миру и стали зловещим символом политики Зьема. Поскольку протесты продолжались, 21 августа спецназ Армии Республики Вьетнам (АРВН), верный Нго Динь Ню, провёл рейды на пагоду Ха Лоу, в результате чего число погибших достигло нескольких сотен и был причинён значительный ущерб, что спровоцировало объявление военного положения. Университеты и средние школы были закрыты на фоне массовых буддийских протестов. Тем временем борьба с повстанцами Вьетконга начала терять интенсивность на фоне слухов о межрелигиозной вражде в среде АРВН. Это усугублялось заговором офицеров АРВН, который отвлёк внимание от повстанцев. После рейдов на пагоды администрация Кеннеди направила «телеграмму 243» в посольство США в Сайгоне с приказом изучить альтернативные возможности для воздействия на события.

## Начало и ход экспедиции
По итогам заседания Совета национальной безопасности (СНБ) США 6 сентября было решено, что приоритетно получение дополнительной информации о ситуации во Вьетнаме. Министр обороны США Роберт Макнамара предложил немедленно отправить генерал-майора морской пехоты Виктора Крулака в исследовательскую поездку, и его будет сопровождать Джозеф Менденхолл, офицер дипломатической службы с опытом работы во Вьетнаме. Команда из двух человек отправилась исполнять миссию в тот же день.
На обратном пути в Вашингтон Крулак и Менденхолл должны были привезти из Сайгона Джона Меклина и Руфуса Филлипса. Меклин был директором Информационного агентства США (USIS), а Филлипс работал директором сельских программ Оперативной миссии США (USOM) и советником «Программы стратегических поселений». Госдепартамент направил посольству в Сайгоне подробную телеграмму, содержащую вопросы о состоянии общественного мнения всех слоев общества. По словам Крулака, целью было наблюдать «влияние недавних событий на отношение вьетнамцев в целом и на военные действия против Вьетконга».
В ходе четырёхдневной поездки двое военных путешествовали по Вьетнаму, а затем вернулись в Вашингтон, чтобы подать свои отчеты. Крулак посетил 10 объектов во всех четырёх зонах корпуса АРВН и беседовал с послом США Генри Кэботом Лоджем (младшим), главой сил США во Вьетнаме генералом Полом Харкинсом и его штабом, с 87 американскими советниками и 22 офицерами АРВН. Менденхолл посетил Сайгон, Хюэ, Дананг и несколько других провинциальных городов, общаясь в основном с вьетнамскими коллегами. Их оценки ситуации были противоположными. Меклин впоследствии писал, что у них «было выдающееся задание — проехать двадцать четыре тысячи миль, оценить сложную ситуацию Вьетнама и вернуться всего за четыре дня. Таков был симптом состояния, в котором находилось правительство США». В ходе миссии Менденхолл и Крулак сильно невзлюбили друг друга и разговаривали только при необходимости. Меклин и Крулак тоже оказались втянутыми в спор уже во время обратного полета. Крулак не одобрял решение Меклина взять с собой в США отснятые для телевидения материалы, подвергнутые цензуре режимом Зьема. После ожесточенного спора на борту самолёта Крулак призвал Меклина оставить фильм на Аляске во время дозаправки на базе ВВС Эльмендорф. Он также предложил директору USIS и самому остаться с фильмом на Аляске.

## Обсуждение результатов

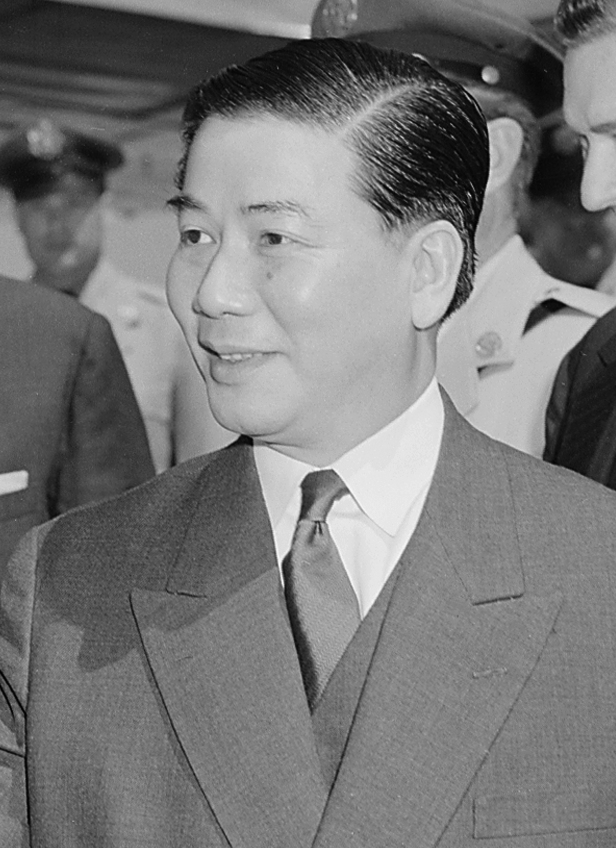
Президент Южного Вьетнама Нго Динь Зьем

СНБ вновь собрался утром 10 сентября, чтобы заслушать отчеты делегации. Менденхолл имел опыт работы во Вьетнаме, поскольку служил под началом предыдущего посла США Элбриджа Дарброу, который неоднократно призывал Зьема провести политическую реформу. Крулак был морским пехотинцем, известным своей верой в использование военной силы для достижения целей внешней политики США. Его темперамент принес ему прозвище «Брут» за борцовскую карьеру в Военно-морской академии. Заместитель министра обороны Розуэлл Гилпатрик отметил, что к Менденхоллу относились «с большим подозрением на берегу реки Потомак в Вирджинии [Пентагон, штаб-квартира Министерства обороны]», тогда как Крулака «в Пентагоне все любили и доверяли с гражданской и военной стороны».
Различия в профессиональном опыте Крулака и Менденхолла отразились на противоположных результатах анализа войны. Крулак дал весьма оптимистичный анализ военных действий и не придал значения влиянию буддийского кризиса на борьбу АРВН против Вьетконга. Его вывод был: «Война все ещё идет впечатляющими темпами. На неё негативно влияет политический кризис, но влияние это несущественно».

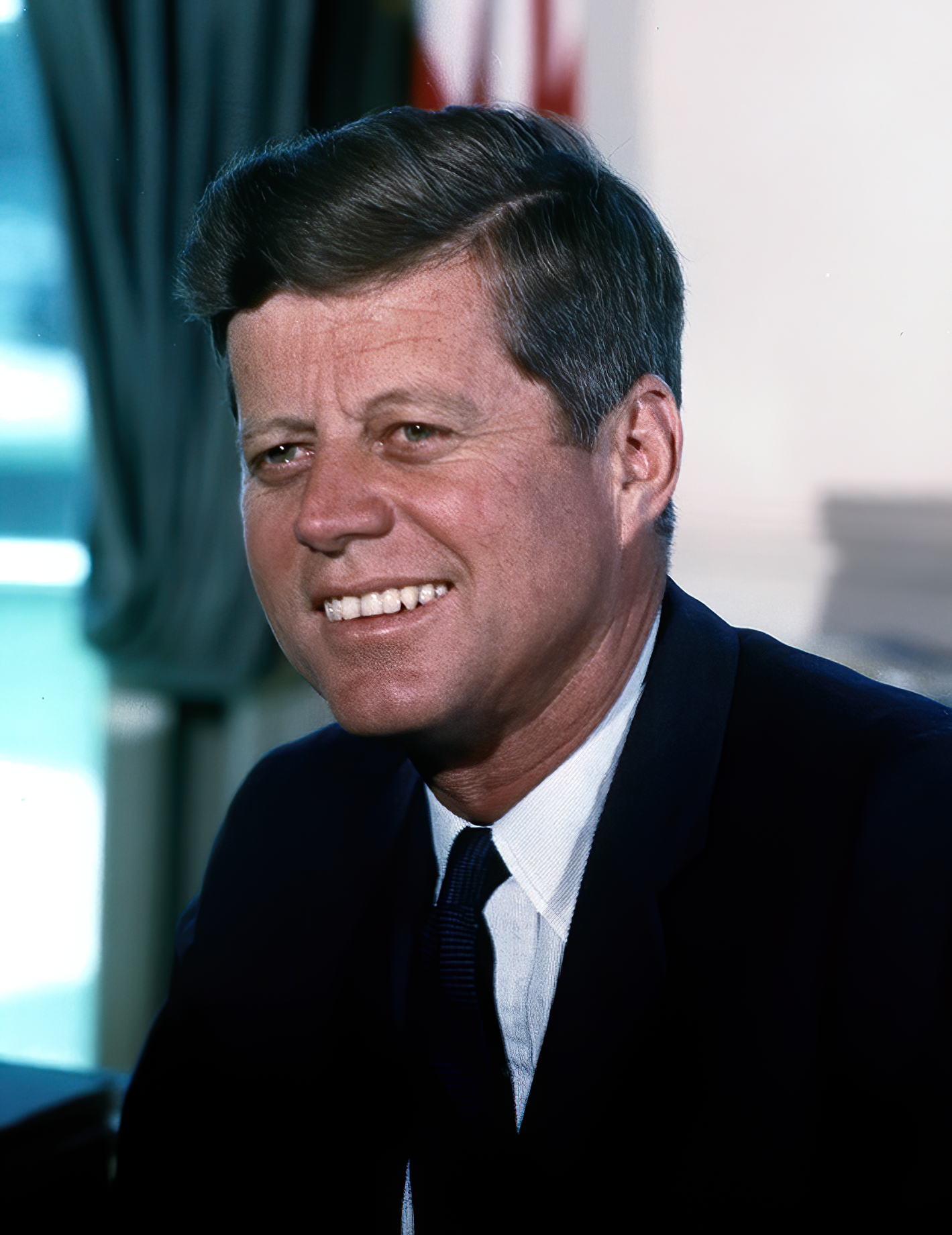
Президент США Джон Ф. Кеннеди

Крулак утверждал, что всё ещё необходимы серьёзные боевые действия, особенно в дельте Меконга, которая считалась самым сильным регионом Вьетконга. Крулак настаивал, что все уровни офицерского корпуса АРВН были в курсе буддийского кризиса, но большинство не позволяло религиозным убеждениям негативно влиять на военную дисциплину. Он считал, что офицеры АРВН послушны и от них можно ожидать выполнения любого законного приказа. Крулак далее заявил, что политический кризис не нанес существенного ущерба двусторонним связям. Переходя к взглядам вьетнамцев на своих лидеров, Крулак предсказал, что среди офицеров царит недовольство, направленное против Нго Динь Ню, младшего брата Зьема, которого многие считали силой, стоящей за режимом. Крулак считал, что большинство офицеров хотели увидеть спину уходящего Ню, но лишь немногие были готовы прибегнуть к прямому перевороту. Крулак сообщил, что три американских советника резко раскритиковали Ню и выступили за отъезд обоих из Южного Вьетнама, чтобы избежать публичного скандала в ООН. Крулак предполагал, что эти проблемы перевешиваются военными успехами, и война будет выиграна независимо от политического руководства в Южном Вьетнаме. Он предположил, что АРВН не собирается решать проблемы управления страной. Крулак оптимистично заключил: «Если исключить очень серьёзные политические и военные факторы, внешние по отношению к Вьетнаму, война во Вьетнаме будет выиграна, если текущие военные и социологические программы США будут продолжены, независимо от серьёзных недостатков правящего режима».
Менденхолл не согласился и утверждал, что настроения против Зьема достигли уровня, на котором крах государственной системы был уже реален. Он сообщил о «царстве террора» в Сайгоне, Хуэ и Дананге, отметив, что народная ненависть, обычно направленная на Ню, распространилась и на всеми уважаемого Зьема. Менденхолл утверждал, что многие вьетнамцы пришли к выводу, что жизнь под властью Зьема хуже, чем могла бы быть под властью Вьетконга. Менденхолл считал, что гражданская война на религиозной почве была вполне возможна, и утверждал, что её можно выиграть только путем смены режима, иначе Южный Вьетнам погрузится в межконфессиональную борьбу или попадет под масштабное коммунистическое наступление.
Противоречивый характер сообщений побудил Кеннеди задать знаменитый вопрос: «Вы двое действительно посещали одну и ту же страну, не так ли?».

### Дебаты
Крулак заявил, что политические проблемы в Сайгоне не будут препятствовать военному прогрессу, заявив: «Мы можем продвинуться вперед и выиграть войну, если Ню останется у власти». Крулак попытался объяснить противоположные оценки, указав, что Менденхолл обследовал городские районы, а сам Крулак объезжал сельскую местность, «где идет война». Помощник госсекретаря Роджер Хилсман утверждал, что разница между противоположными отчетами «была разницей между военной и политической точками зрения». Менденхолл утверждал, что Сайгон потерпел «практически полный крах» после рейдов на пагоды и что вьетнамские государственные служащие боялись быть увиденными с американцами. Он вспомнил встречу, на которой ему пришлось хранить молчание, пока вьетнамский хозяин дома бродил по комнате в поисках спрятанных микрофонов. Менденхолл утверждал: «Сайгон наполнен атмосферой страха и ненависти» и что люди боялись Зьема больше, чем Вьетконга. Он сообщил, что многие государственные служащие больше не спят дома из-за страха полуночных арестов тайной полиции Ню. Многие чиновники вынуждены были вести переговоры об освобождении своих собственных детей, заключенных в тюрьму за участие в пробуддийских протестах. Менденхолл утверждал, что внутренние беспорядки теперь имеют приоритет больший, чем война против коммунистов.
Менденхолл осудил примирительные жесты Сайгона по отношению к буддистам как пиар-ход. Он сообщил, что монахи из провинциальных районов, арестованные в Сайгоне за участие в демонстрации, не были возвращены в места своего пребывания, как было обещано. Менденхолл отметил, что, когда монахи были освобождены, чиновники Зьема не вернули им документы. Это приводило к повторному аресту при попытке покинуть столицу. Затем монахов заклеймили как вьетконговцев, поскольку у них не было государственных документов, удостоверяющих личность. Новости о такой тактике распространялись по столице, и некоторые монахи искали убежище в сайгонских домах офицеров АРВН. Менденхолл настаивал на том, что ответственность за ситуацию несут Соединённые Штаты, поскольку они помогли семье Ню получить власть, вооружили и профинансировали её. Он рассудил, что, поскольку Зьем использовал оружие против своего народа, Вашингтон также ответственен за это. Он заявил: «Отказ действовать будет таким же вмешательством в дела Вьетнама, как и действие».

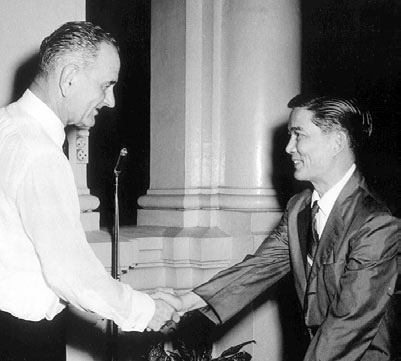
Нго Динь Ню (на фото справа) встречается с вице-президентом США Линдоном Б. Джонсоном

Согласно документам Пентагона, «критический недостаток обоих докладов заключался в непонимании фундаментальной политической роли, которую армия должна была играть во Вьетнаме». Газеты пришли к выводу, что АРВН была единственной организацией, способной свергнуть и заменить Зьема. Зьем и Ню полностью осознали потенциальную угрозу и использовали принцип «разделяй и властвуй». Они узурпировали продвижение по службе старших офицеров и назначали генералов на основе лояльности, отдавая прямые приказы офицерам, минуя иерархию что вызвало недоверие среди старших офицеров. Крулак не осознавал, что, если ситуация ухудшится до такой степени, что недовольство Зьемом создаст возможность победы коммунистов, генералы вмешаются в политику из-за того, что произойдет с ними после прихода к власти коммунистов. Ни Крулак, ни Менденхолл, похоже, не ожидали, что, если к власти придет военная хунта, раскольнический эффект политики продвижения Зьема проявится в том, что генералы будут бороться за власть.
Во время заседания СНБ Фредерик Нолтинг, в прошлом Посол США в Южном Вьетнаме, не согласился с анализом Менденхолла. Известный как апологет Зьема, Нолтинг отметил, что Менденхолл в течение нескольких лет пессимистично относился к Южному Вьетнаму. Меклин подкрепил и продвинул точку зрения Менденхолла дальше, призвав администрацию оказать прямое давление на Сайгон путем приостановки невоенной помощи в попытке вызвать смену режима. По словам Меклина:

Не было никакой возможности предсказать, как будут развиваться события. Например, вполне возможно, что вьетнамские силы распадутся на враждующие группировки или что новое правительство окажется настолько некомпетентным, что усилия против Вьетконга потерпят неудачу. Поэтому США должны принять решение уже сейчас ввести американские войска, если это необходимо, чтобы предотвратить победу коммунистов над Зьемом.
В документах Пентагона высказывалось мнение, что Меклин понимал недостатки военной хунты, которые Крулак и Менденхолл упустили из виду. Тем не менее, Меклин утверждал, что США должны продолжить содействие смене режима, принять последствия и рассмотреть возможность ввода американских войск и предотвратить победу Вьетконга.
Позднее на заседании Совета национальной безопасности был заслушан мрачный прогноз Филлипса о ситуации в дельте Меконга. Он утверждал, что программа «Гамлет» в дельте потерпела крах, и её «перемалывает Вьетконг». Кеннеди попросил Филлипса дать оценку сражения в дельте. Филлипс ответил: «Ну, мне не нравится противоречить генералу Крулаку, но я должен сказать вам, господин президент, что мы не выигрываем войну, особенно в дельте. Войска парализованы, они действительно сидят в казармах рядом с Сайгоном». Филлипс утверждал, что удаление Ню было единственным способом улучшить ситуацию, а единственным способом достижения этого было привлечение полковника Эдварда Лэнсдейла, сотрудника ЦРУ, который укрепил позиции Зьема десятью годами ранее. Это предложение, которое Кеннеди отклонил. Филлипс же рекомендовал три меры:
- Прекратить помощь спецназу АРВН полковника Ле Куанг Туна[28], который получал приказы непосредственно от руководства страны, а не от армейского командования[30]. Тун возглавил рейды на буддийские пагоды 21 августа, в ходе которых были убиты сотни людей и произошли массовые физические разрушения[31]. Спецназ использовался в основном для подавления диссидентов, а не для борьбы с коммунистами[32].
- Сократить финансирование Киноцентра, который снимал агиографические фильмы о Нхусе[28].
- Тайно вызвать раскол и дискредитацию Туна и генерал-майора Тон Тхот Дина[28]. Дин был военным губернатором Сайгона и командиром III корпуса АРВН. Он был самым молодым генералом в истории АРВН, благодаря своей преданности семье Ню[33][34].

В ходе последовавших дебатов Кеннеди спросил Филлипса, что произойдет, если Ню отреагирует на сокращения, переведя предназначенные для армии деньги армии лично себе, и будет ли Ню винить США в любом последующем ухудшении военной ситуации. Филлипс ответил, что АРВН поднимет восстание, потому что офицеры АРВН находятся в списке главных целей Вьетконга и не позволят коммунистам действовать свободно. Филлипс заявил, что, если Ню попытается использовать помощь, направляемую в войска, для поддержки своих личных планов, американцы смогут миновать его и доставлять деньги чемоданами прямо в окопы по деревням.

### Существенные разногласия

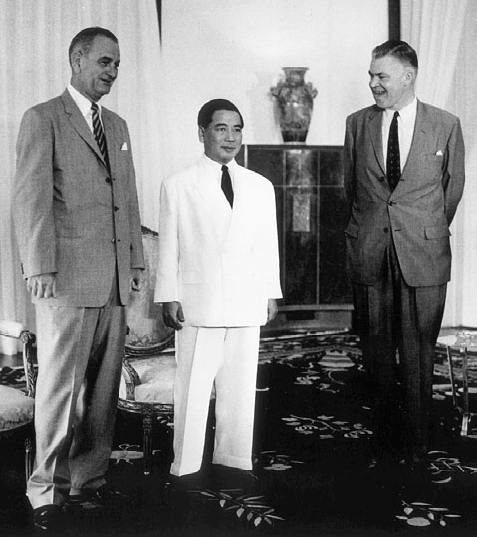
Вице-президент США Линдон Б. Джонсон, президент РВН Нго Динь Зьем и Фредерик Нолтинг в президентском дворце Южного Вьетнама в 1961 году.

Встреча приобрела конфронтационный характер, когда Крулак прервал Филлипса, заявив, что американские военные советники на местах отвергли оценки офицера USOM. Филлипс признал, что, хотя общая военная ситуация улучшилась, в важнейших районах дельты этого не произошло. Филлипс отметил, что военный советник провинции Лонган, прилегающей к Сайгону, сообщил, что на прошлой неделе Вьетконг захватил 200 стратегических деревень, вынудив жителей деревни перенести свои жилища в другое место. Макнамара выказывал явное расстройство по поводу возникших разногласий. Когда Крулак высмеял Филлипса, помощник госсекретаря У. Аверелл Гарриман больше не смог сдерживать себя и назвал генерала «чертовым дураком». Филлипс дипломатично осадил Гарримана, сказав, что главная битва идет за сердца и умы, а не за военные показатели.
Меклин вызвал ещё большее беспокойство, выступая за использование американских вооруженных сил для свержения режима Зьема и победы в войне. Он заявил, что «пришло время для США оказать прямое давление, чтобы добиться смены правительства, какой бы неприятной она ни была». Меклин утверждал, что одно только сокращение помощи повлечет негативную реакцию, поэтому американским войскам придется напрямую решать проблему. Позже Меклин написал главе USIS Эдварду Р. Мерроу, что американские войска будут готовы к боевым действиям в случае коммунистической эскалации. На обратном пути в Соединённые Штаты он утверждал, что использование американских боевых сил будет способствовать перевороту и поднимет боевой дух против Вьетконга. Он также призвал к организации государственного переворота. Он призвал США проявить решимость.
Пессимизм, выраженный Филлипсом и Меклином, удивил Нолтинга, который сказал: «Отчет Филлипса чертовски удивил меня. Я не мог поверить своим ушам». Нолтинг утверждал, что Меклин был уязвим для «промывки мозгов», потому что недавно расстался со своей женой. В то время Меклин жил с журналистами Дэвидом Хальберстамом и Нилом Шиханом из The New York Times и UPI соответственно. Хальберштам и Шихан оба получили Пулитцеровские премии и были резкими критиками Зьема.

## Итоги
Все большее внимание на заседаниях Совета национальной безопасности, а также в посольстве США в Сайгоне и в Конгрессе уделялось приостановке невоенной помощи Зьему. После ошибочной передачи «Голоса Америки» от 26 августа, в которой было объявлено о приостановке помощи, 29 августа Лоджу было предоставлено право по своему усмотрению приостановить помощь, если это будет способствовать государственному перевороту. Тем временем Сенат США начал давить на администрацию, чтобы она приняла меры против Зьема. Подкомитет Сената по Дальнему Востоку лоббировал Хилсмана. Сенатор Фрэнк Черч сообщил администрации о своем намерении внести резолюцию, осуждающую антибуддийские репрессии Зьема и призывающую к прекращению помощи, если не будет установлено религиозное равенство. В результате Фрэнк Чёрч согласился временно отложить внесение законопроекта, чтобы не ставить администрацию в неловкое положение.
Пока Миссия Крулака-Менденхолла находилась во Вьетнаме, в Госдепартаменте активно обсуждалась стратегия использования частичной приостановки помощи Южному Вьетнаму, чтобы заставить Зьема прекратить религиозную дискриминацию. В телеинтервью 8 сентября директор AID Дэвид Белл предупредил, что Конгресс может сократить помощь Южному Вьетнаму, если Зьем не изменит свою политику. 9 сентября Кеннеди отказался от комментариев Дэвида Белла, заявив: «Я не думаю, что мы считаем, что [сокращение помощи Сайгону] полезно в данный момент». 11 сентября, на следующий день после того, как Крулак и Менденхолл представили свои отчеты, Лодж изменил свою позицию. В длинной телеграмме в Вашингтон он выступал за рассмотрение возможности использования приостановки невоенной помощи, чтобы спровоцировать свержение Зьема. Лодж пришёл к выводу, что США не могут получить от Зьема желаемого, и США придется форсировать события. После очередного заседания в Белом доме в тот же день сенатору Черчу сообщили, что его законопроект приемлем, поэтому он представил его в Сенат.
Совет национальной безопасности США вновь собрался 17 сентября, чтобы рассмотреть два предложения Хилсмана по решению проблемы Зьема. План, который одобрил Хилсман и его коллеги из Госдепартамента, назывался «путь давления и убеждения» (pressures and persuasion track). Он включал всё возрастающую серию мер на государственном и на частном уровне, включая выборочную приостановку помощи и оказание давления на Зьема с целью отстранения Ню от власти. Альтернативой была бы публичная демонстрацию согласия с недавними действиями Зьема и попытка сохранять ситуацию неизменной как можно дольше. Оба предложения предполагали, что переворота АРВН не произойдет.
Миссия Крулака-Менденхолла привела к настолько противоречивым результатам, что впоследствии во Вьетнам была отправлена новая «Миссия Макнамары — Тейлора», возглавляемая Макнамарой и председателем Объединённого комитета начальников штабов Максвеллом Д. Тейлором.